# 太平塔 (佛山)
太平塔，位于中国广东省佛山市顺德区大良街道苏岗社区顺峰山公园内，为一处明代古建筑。1991年5月1日，列入顺德市文物保护单位；2006年，列入佛山市文物保护单位。